# Nous les amoureux
Nous les amoureux (Nederlands: Wij verliefden) is een lied uit 1961 van de Franse zanger Jean-Claude Pascal. Het werd gecomponeerd door Jacques Datin en de tekst werd geschreven door Maurice Vidalin.
Met dit lied won Luxemburg in 1961 het Eurovisiesongfestival.

## Achtergrond
Nous les amoureux is een traditioneel chanson waarin tevens lichte jazzinvloeden hoorbaar zijn. De oorspronkelijke tekst beschrijft het verhaal van de zanger en zijn geliefde, die niet bij naam wordt genoemd. Het is een liefde die door de buitenwereld wordt afgewezen. De zanger vertelt dat "men ons ervan wil weerhouden gelukkig te zijn", "men ons wil scheiden" en dat "de hel op ons wacht". Maar hij is strijdvaardig en zingt vervolgens dat ze toch van elkaar zullen houden, ongeacht wat de rest ervan denkt, en dat de tijd zal aanbreken dat de liefde tussen hen mogelijk zal zijn zonder dat iemand in de stad erover praat. Bovendien deelt hij mee dat "God ons het recht gaf op geluk en vreugde".
In feite handelt het lied over een homoseksuele relatie tussen twee mannen die gediscrimineerd worden en hun liefde niet vrijuit kunnen beleven. Het grote publiek herkende dit er in eerste instantie echter niet in, aangezien de tekst in de wij-vorm is geschreven en het geslacht van de geliefde daarmee niet duidelijk te identificeren valt. Dit werd bewust gedaan omdat het onderwerp homoseksualiteit begin jaren zestig nog als te vooruitstrevend werd beschouwd. Pas later onthulde Jean-Claude Pascal de ware boodschap van Nous les amoureux.

### Eurovisiesongfestival 1961
In 1961 werd de toen 33-jarige Jean-Claude Pascal door de Luxemburgse omroep CLT geselecteerd om Luxemburg te vertegenwoordigen op het Eurovisiesongfestival. Dat hij uit Frankrijk kwam was geen belemmering, aangezien Luxemburg voor het songfestival wel vaker buitenlandse artiesten rekruteerde. De schrijvers van het lied Nous les amoureux waren eveneens Frans.
De zesde editie van het Eurovisiesongfestival vond op 18 maart 1961 plaats in het Palais Croisette in Cannes. Voor een deel van het Europese publiek was Pascal dankzij zijn carrière als filmacteur overigens geen onbekende. Hij ging, gekleed in een donker pak met stropdas, als 14de van zestien deelnemers het podium op. Dirigent Léo Chauliac begeleidde het orkest.
Bij de puntentelling kreeg Nous les amoureux van bijna alle landen (met uitzondering van België, Noorwegen en het Verenigd Koninkrijk) punten toebedeeld. De meeste waren afkomstig van Duitsland en Joegoslavië, die ieder vijf punten overhadden voor de Luxemburgse inzending. Jean-Claude Pascal eindigde uiteindelijk bovenaan met een totaalscore van 31 punten, zeven punten meer dan de Britse band The Allisons, die met het nummer Are You Sure? op de tweede plaats eindigde. Het betekende de eerste songfestivaloverwinning voor Luxemburg.
Na de songfestivalzege werd Nous les amoureux voornamelijk in de Franstalige landen een succes. In Frankrijk voerde het nummer vijf weken de hitparade aan en in Wallonië behaalde het de 21ste positie.

## Covers
Naast de oorspronkelijke versie van Jean-Claude Pascal werd Nous les amoureux, al dan niet vertaald, nog door verschillende andere artiesten opgenomen:
| Taal            | Titel                 | Tekstschrijver     | Uitvoerenden          | Jaar |
| --------------- | --------------------- | ------------------ | --------------------- | ---- |
| Duits           | Dich hab' ich geliebt | Ralph Maria Siegel | Costa Cordalis        | 1961 |
| Duits           | Dich hab' ich geliebt | Ralph Maria Siegel | Boris Novotny         | 1961 |
| Fins            | Me rakastavaiset      | Reino Helismaa     | Leif Wager            | 1961 |
| Fins            | Me rakastavaiset      | Reino Helismaa     | Pirkka-Pekka Petelius | 2002 |
| Frans           | Nous les amoureux     | Maurice Vidalin    | Isabelle Aubret       | 1961 |
| Frans           | Nous les amoureux     | Maurice Vidalin    | Jean-Paul Mauric      | 1961 |
| Frans           | Nous les amoureux     | Maurice Vidalin    | Franca di Rienzo      | 1961 |
| Frans           | Nous les amoureux     | Maurice Vidalin    | Dave                  | 1996 |
| Frans           | Nous les amoureux     | Maurice Vidalin    | Charles Dumont        | 2010 |
| Servo-Kroatisch | Ja, ljubav i ti       | Mario Kinel        | Vice Vukov            | 1961 |
| Spaans          | Nous les amoureux     | Jorge Córcega      | Gelu                  | 1961 |
| Spaans          | Sol de nuestro amor   | Jorge Córcega      | José Guardiola        | 1961 |
| Instrumentaal   | Nous les amoureux     | –                  | Eddie Barclay         | 1961 |
| Instrumentaal   | Nous les amoureux     | –                  | Franck Pourcel        | 1961 |

1956: Refrain · 
1957: Net als toen · 
1958: Dors, mon amour · 
1959: 'n Beetje · 
1960: Tom Pillibi · 
1961: Nous les amoureux · 
1962: Un premier amour · 
1963: Dansevise · 
1964: Non ho l'età · 
1965: Poupée de cire, poupée de son · 
1966: Merci, chérie · 
1967: Puppet on a string · 
1968: La la la · 
1969: Un jour, un enfant, De troubadour, Vivo cantando, Boom bang-a-bang · 
1970: All kinds of everything · 
1971: Un banc, un arbre, une rue · 
1972: Après toi · 
1973: Tu te reconnaîtras · 
1974: Waterloo · 
1975: Ding-a-dong · 
1976: Save your kisses for me · 
1977: L'oiseau et l'enfant · 
1978: A-ba-ni-bi · 
1979: Hallelujah · 
1980: What's another year · 
1981: Making your mind up · 
1982: Ein bißchen Frieden · 
1983: Si la vie est cadeau · 
1984: Diggi-loo diggi-ley · 
1985: La det swinge · 
1986: J'aime la vie · 
1987: Hold me now · 
1988: Ne partez pas sans moi · 
1989: Rock me · 
1990: Insieme: 1992 · 
1991: Fångad av en stormvind · 
1992: Why me? · 
1993: In your eyes · 
1994: Rock 'n' roll kids · 
1995: Nocturne · 
1996: The voice · 
1997: Love shine a light · 
1998: Diva · 
1999: Take me to your heaven · 
2000: Fly on the wings of love · 
2001: Everybody · 
2002: I wanna · 
2003: Everyway that I can · 
2004: Wild dances · 
2005: My number one · 
2006: Hard rock hallelujah · 
2007: Molitva · 
2008: Believe · 
2009: Fairytale · 
2010: Satellite · 
2011: Running scared · 
2012: Euphoria · 
2013: Only teardrops · 
2014: Rise like a phoenix · 
2015: Heroes · 
2016: 1944 · 
2017: Amar pelos dois · 
2018: Toy · 
2019: Arcade · 
2021: Zitti e buoni · 
2022: Stefania · 
2023: Tattoo · 
2024: The code